# Podgora pri Zlatem Polju
Podgora pri Zlatem Polju – wieś w Słowenii, w gminie Lukovica. W 2018 roku liczyła 29 mieszkańców.